# 源雅忠
源 雅忠（みなもと の まさただ）は、鎌倉時代前期から中期にかけての公卿。村上源氏中院流久我家、太政大臣・久我通光の六男（または七男）。官位は正二位・大納言。久我姓・中院姓で表記される場合もある。日記文学『とはずがたり』では、作者兼主人公の父として登場する。

## 経歴
父は久我通光。久我通平と久我通忠は兄にあたる。院近臣で、最終官位は正二位・大納言まで昇った。

## 系譜
- 父：久我通光
- 母：督典侍 - 藤原範光の娘
- 妻：四条近子 - 大納言典侍、四条隆親の娘
- 妻：源輔通の娘

## 『とはずがたり』
鎌倉時代の日記文学『とはずがたり』の作者にして主人公自身である後深草院二条（あかこ）は、自分は源雅忠の娘であると主張している。ただし、『とはずがたり』以外にそれを示す証拠はない。『とはずがたり』によれば、後深草院二条の母である近子（大納言典侍）は四条隆親の娘で、幼少の後深草天皇に「新枕」を授ける役であったが、何人かの公卿に「ぬしづかれて」最終的に雅忠の妻となったという。なお、妻大納言典侍は二条を生んだ翌年（1259年）に亡くなっている。